# Kutabanjarnegara
Kutabanjarnegara is een bestuurslaag in het regentschap Banjarnegara van de provincie Midden-Java, Indonesië. Kutabanjarnegara telt 10.678 inwoners (volkstelling 2010).